# Patxi Salinas
Francisco „Patxi” Salinas Fernández (ur. 17 listopada 1963 w Bilbao) – baskijski i hiszpański piłkarz grający na pozycji obrońcy.

## Kariera klubowa
Salinas rozpoczął karierę w młodzieżowej drużynie Athleticu Bilbao. W 1981 został włączony do drużyny rezerw, w której grał do 1984. W międzyczasie (1982) dołączono go do pierwszego zespołu, w którym zadebiutował 10 listopada 1982. Reprezentował go do 1992. Wystąpił w tym czasie w 293 meczach (w tym 239 ligowych), w których strzelił 10 goli (w tym 7 w lidze). Z klubem tym wywalczył 2 mistrzostwa kraju (1983 i 1984), puchar kraju (1983/1984) i superpuchar Hiszpanii (1984/1985). W lipcu 1992 podpisał dwuletni kontrakt z Celtą Vigo. Grał w niej do 1998, po czym zakończył karierę.

## Kariera reprezentacyjna
Salinas rozegrał 1 mecz w reprezentacji Kraju Basków. Odbył się on 22 grudnia 1995, a rywalem był Paragwaj. Rozegrał też 12 meczów w reprezentacji Hiszpanii do lat 21 i 2 w seniorskiej reprezentacji tego kraju w 1988 – 14 września z Jugosławią oraz 12 października z Argentyną.

## Kariera trenerska
Po zakończeniu kariery trenował młodzieżową drużynę Celty, a także klub Porriño. W 2005 był szkoleniowcem UDA Gramenet, a później trenował młodzieżowy zespół Athleticu Bilbao. W czerwcu 2011 objął posadę trenera CD Ourense. W grudniu 2011 zrezygnował z prowadzenia tego klubu. W listopadzie 2012 został szkoleniowcem Melita FC. W czerwcu 2013 został trenerem UE Sant Andreu, jednakże z powodu słabych wyników w lutym 2014 zastąpił go Martí Cifuentes.

## Działalność pozasportowa
W 2008 wziął udział w hiszpańskiej edycji programu Survivor.

## Życie prywatne
Jego bratem jest Julio Salinas. Obaj zadebiutowali w Primera División w sezonie 1982/1983.